# Sainte-Fauste
Sainte-Fauste è un comune francese di 300 abitanti situato nel dipartimento dell'Indre nella regione del Centro-Valle della Loira.

## Società

### Evoluzione demografica
Abitanti censiti